# Chaerephon johorensis
Chaerephon johorensis (Dobson, 1873) è un pipistrello della famiglia dei Molossidi diffuso nell'Ecozona orientale.

## Descrizione

### Dimensioni
Pipistrello di piccole dimensioni, con la lunghezza dell'avambraccio tra 44 e 49 mm, la lunghezza della coda tra 36 e 43 mm e un peso fino a 25 g.

### Aspetto
La pelliccia è corta. Le parti dorsali sono marroni scure, mentre le parti ventrali sono più chiare con la punta dei peli grigia. Il labbro superiore ha diverse pieghe ben distinte e ricoperto di corte setole.  Le orecchie sono marroni e unite anteriormente da una membrana a forma di V, alla base della quale nei maschi è presente una tasca con l'apertura posteriore dalla quale fuoriesce una cresta di lunghi peli bicolori. Il trago è molto piccolo, quadrato e con il margine superiore leggermente concavo. Le ali sono attaccate posteriormente poco sotto le ginocchia. I piedi sono carnosi, con delle file di setole lungo i bordi esterni delle dita. La coda è lunga, tozza e si estende per più della metà oltre l'uropatagio. Il calcar è corto.

## Biologia

### Alimentazione
Si nutre di insetti catturati in volo sopra spazi aperti.

## Distribuzione e habitat
Questa specie è diffusa nella Penisola Malese e sull'isola di Sumatra.
Vive nelle foreste di dipterocarpi fino a 300 metri di altitudine.

## Conservazione
La IUCN Red List, considerato che la popolazione è soggetta ad un declino di circa il 30% nei prossimi 10 anni a causa della deforestazione, classifica C.johorensis come specie vulnerabile (VU).